# Cabana del Parrot
La Cabana del Parrot era una cabana del terme municipal de Conca de Dalt, dins de l'antic terme d'Hortoneda de la Conca, pertanyent a l'antic poble de Senyús.
Estava situada a la dreta del barranc del Vinyal a migdia dels Rocs de la Torre de Senyús, al nord-oest del Feixanc de les Vaques i al nord de la Feixa de Viu.